# Turmstraße (Berlins tunnelbana)
Turmstrasse är en tunnelbanestation som ingår i Berlins tunnelbana och som ligger under Turmstrasse i stadsdelen Moabit, västra Berlin. Stationen trafikeras av linje U9 och invigdes 1961. Ovanför perrongen har man byggt en tunnel med förberedelser för en perrong som är tänkt att trafikeras av linje U5 då den förlängs mellan Berlin Hauptbahnhof och Jungfernheide. Turmstrasse station ligger 2 stationer från Zoologischer Garten, västra Berlins centrum och man kan byta till spårvagn. 

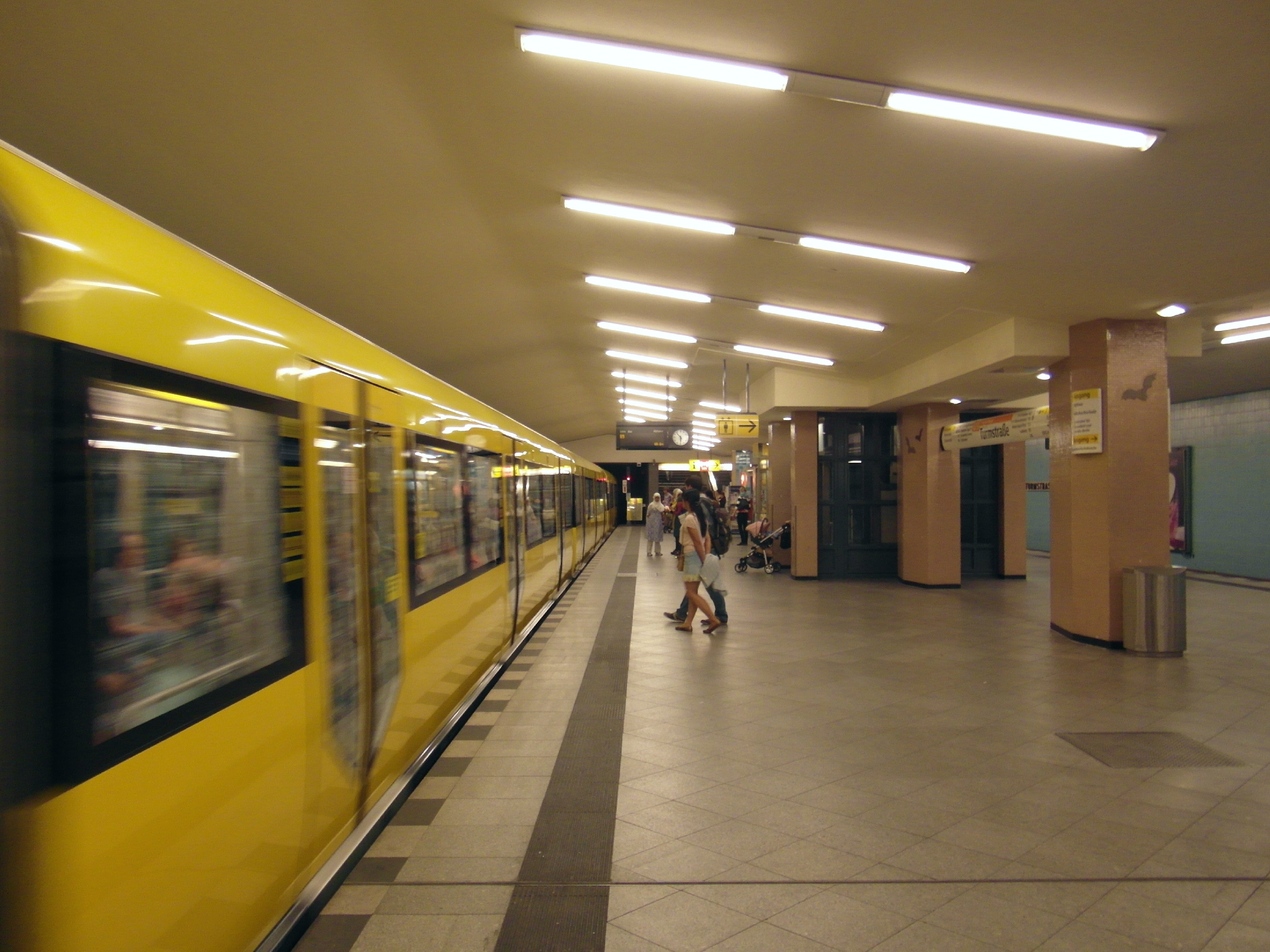
Perrongen
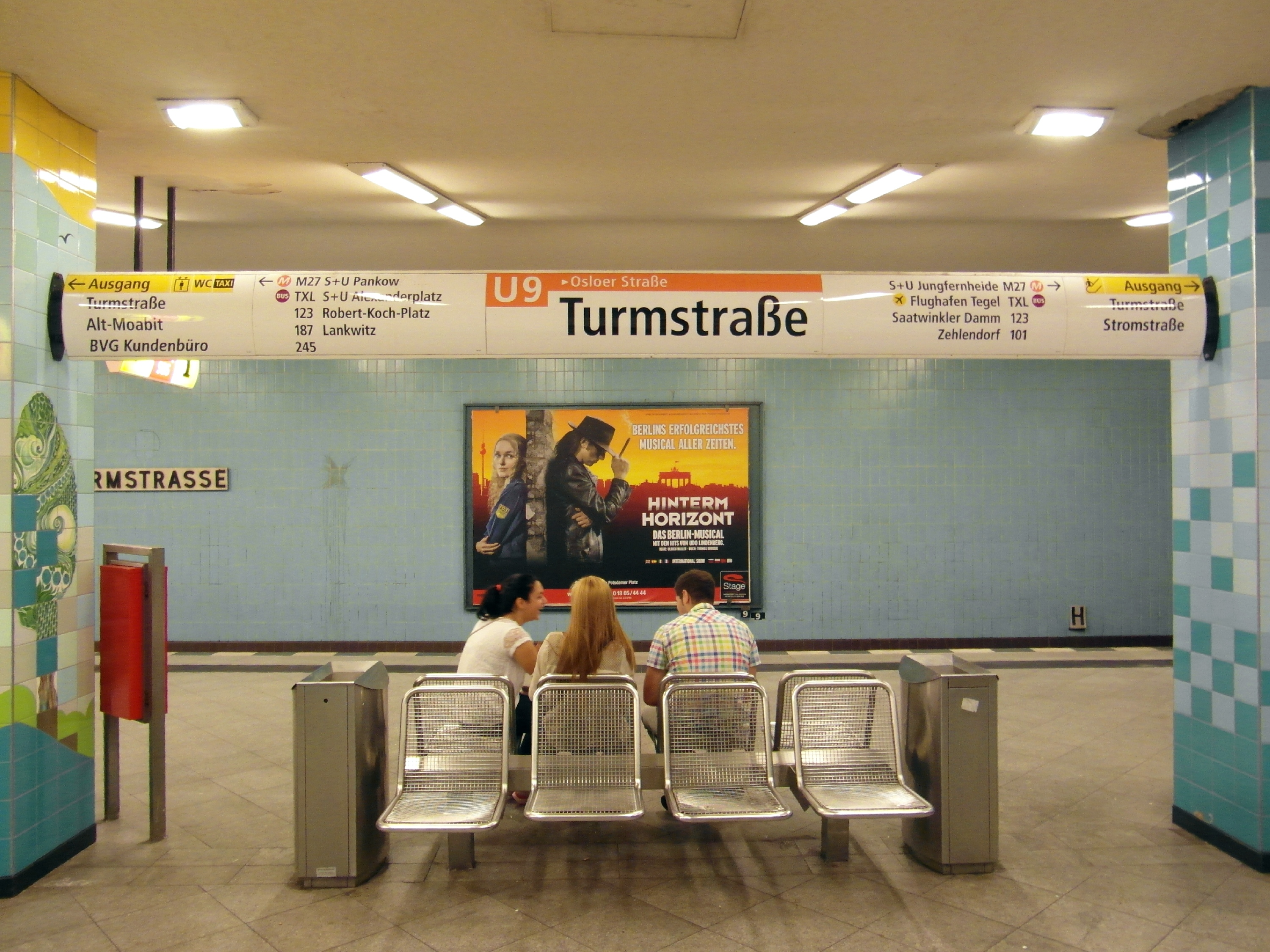
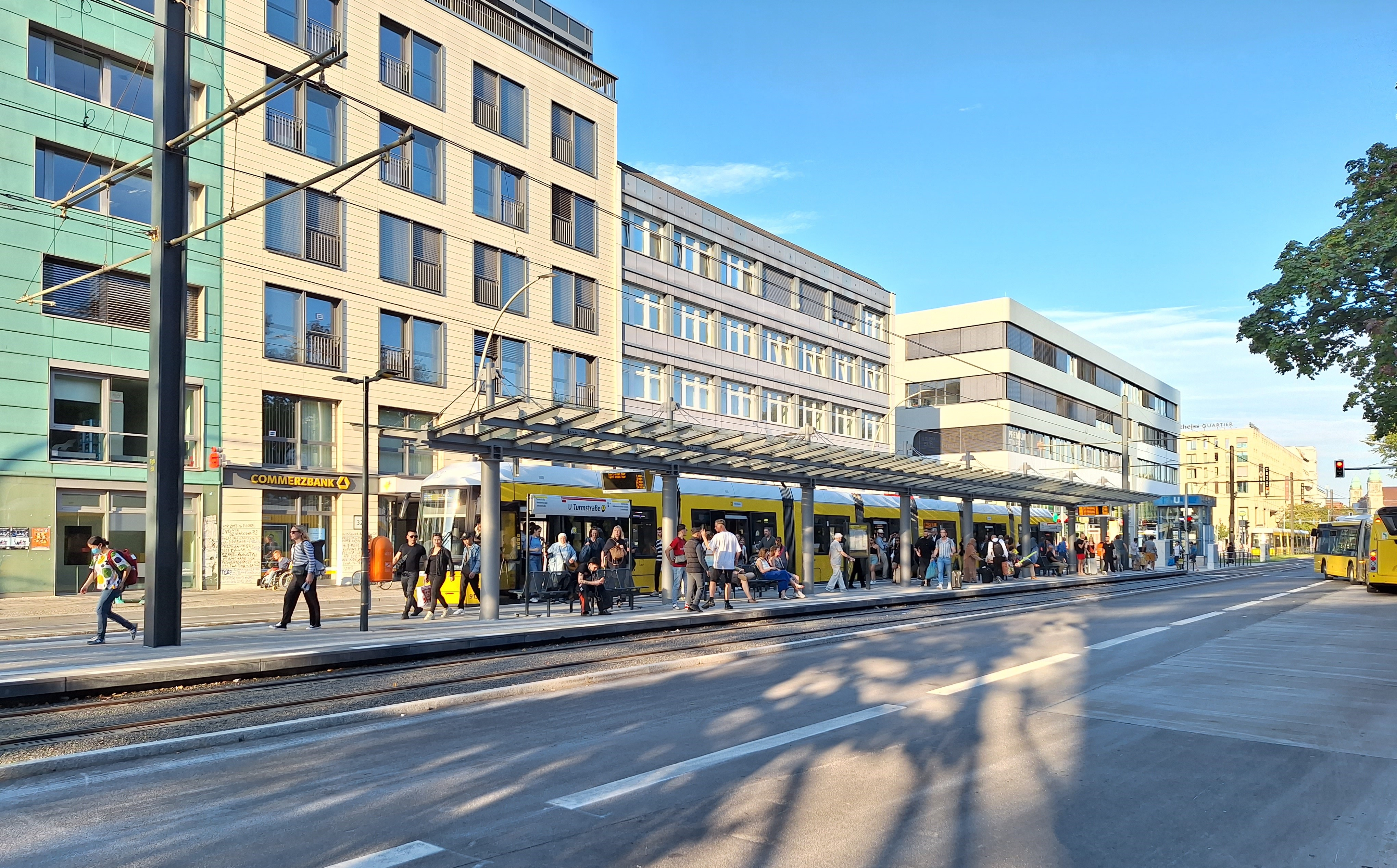
Spårvagnshållplats Turmstrasse
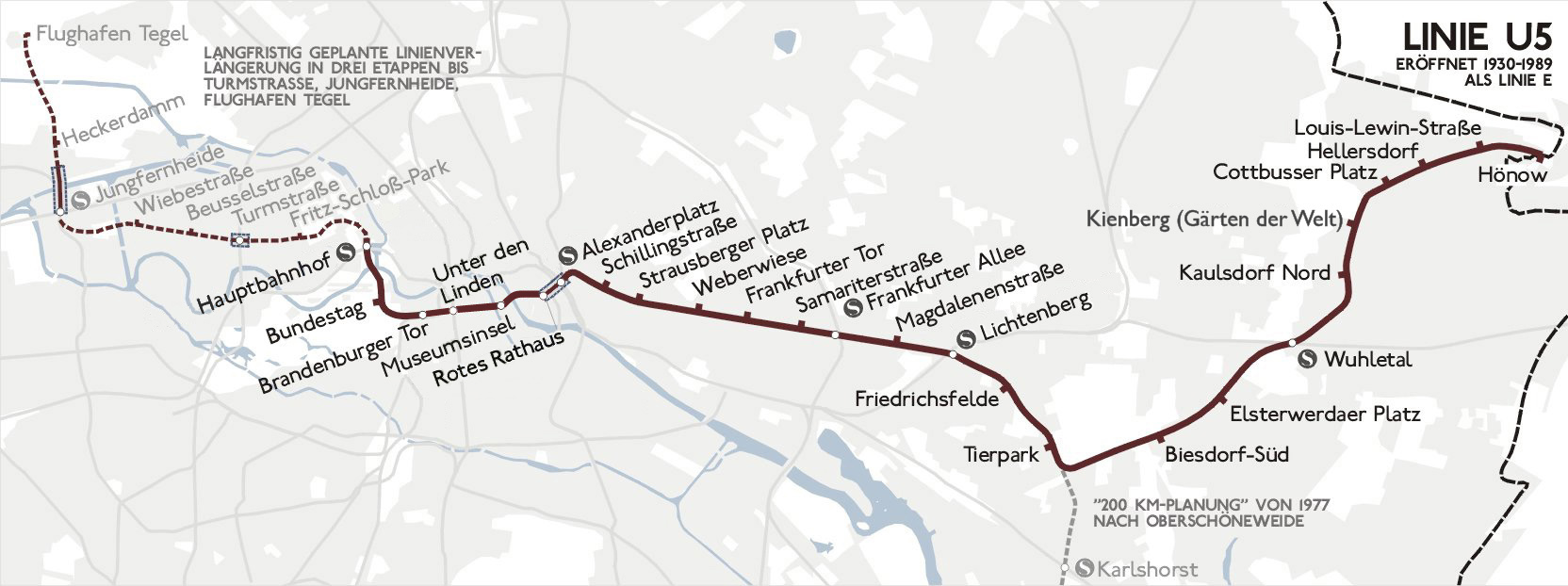
Planerad förlängning av linje U5 förbi Turmstrasse station.